# Polycarpa pomaria
Polycarpa pomaria là một loài hải tiêu. Loài này được tìm thấy ở đông bắc Đại Tây Dương và Biển Bắc. Phạm vi của nó kéo dài từ Na Uy và Spitsbergen về phía nam tới Biển Địa Trung Hải. Chúng hiện diện ra trên đá và các bề mặt cứng khác và độ sâu của là từ vùng bán thủy triều xuống khoảng 450 mét.